# Bộ Nông nghiệp, Nước và Môi trường (Úc)
Bộ Nông nghiệp, Nước và Môi trường (tiếng Anh: Department of Agriculture, Water and the Environment, viết tắt là DAWE) là một bộ trong Chính phủ Úc, bắt đầu hoạt động vào ngày 1 tháng 2 năm 2020. Cơ quan này đại diện cho lợi ích quốc gia của Úc về nông nghiệp, nước và môi trường.

## Cơ cấu tổ chức, lãnh đạo và chức năng

### Lãnh đạo
Thư ký Bộ Nông nghiệp, Nước và Môi trường, chịu trách nhiệm trước Bộ trưởng Quản lý Nông nghiệp, Hạn hán và Khẩn cấp, Bộ trưởng Bộ Tài nguyên và Nước và Bộ trưởng Môi trường.

### Chức năng
Bộ chịu trách nhiệm quản lý các quy định và giám sát của Khối thịnh vượng chung về:
- Các ngành nông nghiệp, chăn nuôi, thủy sản, thực phẩm và lâm nghiệp
- Đất và các tài nguyên thiên nhiên khác
- Điều chỉnh nông thôn và các vấn đề hạn hán
- Kiểm tra và kiểm dịch ngành nông thôn
- Nghiên cứu các ngành cơ bản bao gồm cả nghiên cứu kinh tế
- Tiếp thị hàng hóa, bao gồm cả xúc tiến xuất khẩu và kinh doanh nông sản
- Các tổ chức và hoạt động quốc tế dành riêng cho hàng hóa
- Quản lý các hiệp định hàng hóa quốc tế
- Quản lý kiểm soát xuất khẩu đối với các sản phẩm nông nghiệp, thủy sản và lâm nghiệp
- Chính sách và chương trình an ninh lương thực
- Chính sách nước và tài nguyên
- An toàn sinh học, liên quan đến động vật và thực vật
- Bảo vệ môi trường và bảo tồn đa dạng sinh học
- Chất lượng không khí
- Tiêu chuẩn chất lượng nhiên liệu quốc gia
- Ô nhiễm đất
- Khí tượng học
- Quản lý Lãnh thổ châu Nam Cực thuộc Úc, và Đảo Heard và Quần đảo McDonald
- Tự nhiên, xây dựng và di sản văn hóa
- Thông tin và nghiên cứu môi trường
- Dự đoán tầng điện ly
- Phối hợp chính sách cộng đồng bền vững
- Môi trường đô thị
- Sử dụng nước trong môi trường và các nguồn tài nguyên liên quan đến Chủ nước về Môi trường của Khối thịnh vượng chung[5][6][7]

Bộ cũng chịu trách nhiệm duy trì hoạt động Cơ sở dữ liệu Di sản Úc.

### Cơ cấu tổ chức
Các cơ quan tồn tại trong bộ bao gồm:
- Cục Khí tượng
- Giám đốc Vườn quốc gia
- Cơ quan quản lý lưu vực sông Murray-Darling
- Cơ quan quản lý công viên biển Great Barrier Reef
- Sydney Harbour Federation Trust
- Bộ phận Nam Cực của Úc
- Cơ quan quản lý nghề cá Úc
- Cơ quan quản lý thuốc thú y & thuốc trừ sâu Úc
- Trung tâm thiên nhiên Úc
- Chương trình chăm sóc đất đai quốc gia
- Kiểm kê chất ô nhiễm quốc gia
- Mạng lưới phân tích môi trường vật lý
- Các mục tiêu phát triển bền vững
- Hội đồng lâm sản và sản phẩm gỗ
- Công ty Cổ phần Đầu tư Khu vực
- Hội đồng Bảo vệ Môi trường Quốc gia [9] [10] [11]

## Lịch sử

### Các tổ chức tiền nhiệm - Nông nghiệp
- Bộ Thị trường và Di cư (16 tháng 1 năm 1925 - 19 tháng 1 năm 1928)
- Bộ Thị trường (19 tháng 1 năm 1928 - 10 tháng 12 năm 1928)
- Bộ Thị trường và Vận tải (10 tháng 12 năm 1928 - 21 tháng 4 năm 1930)
- Bộ Thị trường (21 tháng 4 năm 1930 - 13 tháng 4 năm 1932)
- Bộ Thương mại (13 tháng 4 năm 1932 - 22 tháng 12 năm 1942)
- Bộ Thương mại và Nông nghiệp (22 tháng 12 năm 1942 - 11 tháng 1 năm 1956)
- Bộ Kinh tế cơ bản (11 tháng 1 năm 1956 - 2 tháng 6 năm 1974)
- Bộ Nông nghiệp (12 tháng 6 năm 1974 - 22 tháng 12 năm 1975)
- Bộ Kinh tế cơ bản (22 tháng 12 năm 1975 - 24 tháng 7 năm 1987)
- Bộ Kinh tế cơ bản và Năng lượng (24 tháng 7 năm 1987 - 21 tháng 10 năm 1998)
- Bộ Nông nghiệp, Thủy sản và Lâm nghiệp (21 tháng 10 năm 1998 - 18 tháng 9 năm 2013)
- Bộ Nông nghiệp (18 tháng 9 năm 2013 - 21 tháng 9 năm 2015)
- Bộ Nông nghiệp và Tài nguyên nước (21 tháng 9 năm 2015 - 29 tháng 5 năm 2019)
- Bộ Nông nghiệp (29 tháng 5, 2019 - 1 tháng 2 năm 2020)

### Các tổ chức tiền nhiệm - Môi trường
- Bộ Môi trường và Năng lượng (19 tháng 7 năm 2016 - 1 tháng 2 năm 2020)

### Thành lập
Bộ được thành lập theo lệnh hành chính ban hành vào ngày 5 tháng 12 năm 2019 và có hiệu lực từ ngày 1 tháng 2 năm 2020. Bộ mới tiếp quản tất cả các chức năng của Bộ Nông nghiệp cũ và các chức năng về môi trường của Bộ Môi trường và Năng lượng cũ.